# Furci Siculo
Furci Siculo (Fucci in siciliano) è un comune italiano di 3 252 abitanti della città metropolitana di Messina in Sicilia.
Fa parte del comprensorio della Valle d'Agrò e dell'Unione dei comuni delle Valli joniche dei Peloritani.

## Geografia fisica

### Territorio
L'abitato si sviluppa prevalentemente lungo la costa jonica, delimitato a sud dal torrente Savoca che lo divide dalla cittadina di Santa Teresa di Riva e a nord dal torrente Pagliara oltre il quale si trova il paese di Roccalumera. Il territorio comunale si estende per circa 17 km nell'entroterra fino a confinare con il comune di Santa Lucia del Mela.

## Storia
I primi reperti di una presenza umana della parte della Sicilia dove adesso sorge l'abitato di Furci si hanno nella frazione di Grotte e si fanno risalire all'epoca pre-cristiana ma con molta probabilità queste terre erano già state abitate dai Sicani, dai Siculi e dai Fenici di Phoinix. Con la fondazione di Zancle e Naxos, prime due colonie greche in Sicilia,  anche i Greci avevano raggiunto questi territori.
Poche, frammentarie e per lo più indirette sono le notizie storiche riguardo all'abitato di Furci Siculo nel suo sviluppo successivo. Certo è che durante tutto il periodo medievale, rinascimentale, fino al 1854, esso fu frazione del comune di Savoca, potente cittadina feudale che era sotto il diretto controllo dell'Archimandrita di Messina che proprio a Furci possedeva il palazzo Abbaziale o palazzo del Canonico (conosciuto come "Palazzo Nero", dove il feudatario esercitava 'il mero e misto impero' sulla gente che popolava questo casale).
Da documenti originali risalenti ai primi anni del Seicento risulta che l'attuale centro abitato di Furci Siculo era nominato Quarteri di li Furchi a cagione della presenza di forche utilizzate per le esecuzioni capitali nella Terra di Savoca; detto patibolo era posto presso l'attuale chiesetta di Sant'Antonio da Padova. Sempre a questo periodo, risale la chiesa di Santa Maria della Lettera e il limitrofo Palazzo Castelli (siti sulla centralissima via IV Novembre) esistenti già nel 1632.
Nel 1854 avviene la separazione delle borgate della marina di Savoca (Furci, Bucalo, Porto Salvo e Barracca) che si vanno ad unire nel Comune di Santa Teresa di Riva. 
Nel 1919 il re d'Italia Vittorio Emanuele III, "per grazia di Dio e volontà della Nazione" (L. n. 1216 del 20 luglio 1919), istituisce ufficialmente il Comune di Furci Siculo, con le frazioni di Grotte, Calcare ed Artale separandolo da Santa Teresa di Riva.

### Simboli
Lo stemma e il gonfalone sono stati concessi con decreto del presidente della Repubblica del 18 dicembre 1952.
Nello stemma, realizzato dall'Istituto Araldico di Genova, è rappresentata una torre, torricellata da una più piccola e affiancata da due palme, a ricordo della contrada Palma che era posta tra la zona nord di Furci e la zona sud di Roccalumera, tra l'attuale via Madonna delle Grazie e il piccolo torrente Pagliara, la Marina di Pagliara. Il gonfalone è un drappo di bianco.

### Onorificenze
Il 3 settembre 2019 il presidente della Repubblica Italiana Sergio Mattarella ha concesso al comune di Furci Siculo il titolo di città.

## Monumenti e luoghi d'interesse

### Chiesa Matrice di Santa Maria del Rosario
La chiesa matrice di Santa Maria del Rosario è il principale luogo di culto di Furci Siculo. Prima della sua costruzione i riti religiosi erano celebrati nella chiesa sacramentale della Madonna della Lettera fino al 1924. 

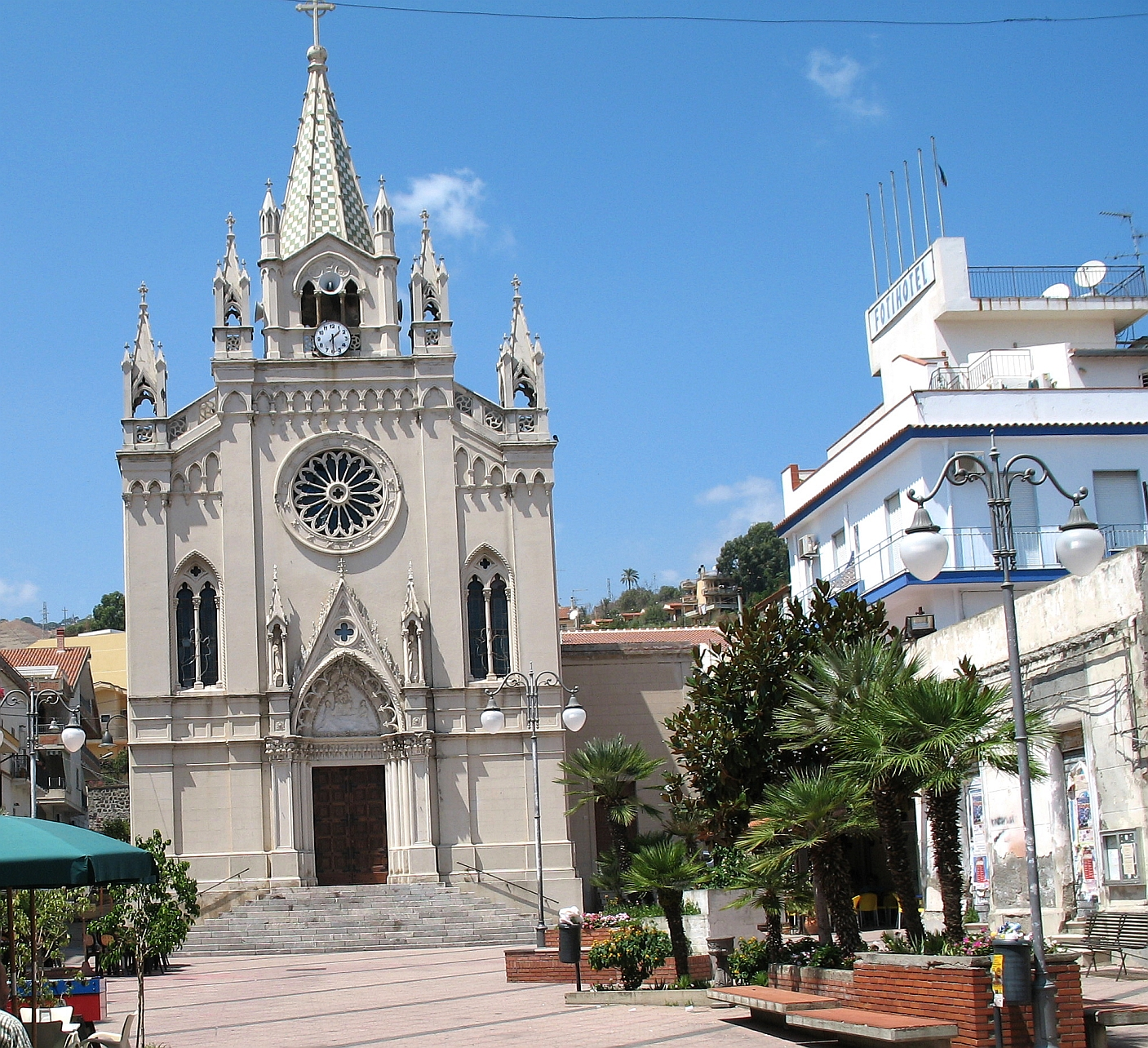
Il Duomo

Il 16 maggio 1924 questa chiesa-baracca venne eretta chiesa arcipretale e matrice. Nel 1928 venne avviata la costruzione del duomo. La solenne inaugurazione e benedizione avvenne il 4 ottobre 1931 da parte dell'arcivescovo mons. Angelo Paino, alla presenza dell'arciprete don Vincenzo Castorina. Nel 1957, su iniziativa dell'arciprete don Francesco Donsì, venne iniziata la costruzione della cappella della Madonna del Rosario sul nato nord della chiesa matrice. Venne inaugurata il 1º ottobre 1960 dal vescovo ausiliare di Messina mons. Carmelo Canzonieri. 
Durante l'arcipretura di mons. Tavilla la Beata Vergine Maria è stata proclamata patrona con il riconoscimento della Santa Sede. 
La patrona è celebrata ogni anno la prima domenica di ottobre, festa preceduta dalla novena.

### Chiese filiali
- Chiesa della Madonna della Lettera (XVIII secolo), ospita una tela raffigurante la Madonna della lettera (1871), il gruppo statuario della Madonna del Rosario (1970) che viene portato in processione ogni anno.
- Chiesa della Madonna delle Grazie (XX secolo), sorta sul luogo dell'antica chiesetta precedente,  che era rimasta distrutta nell'alluvione del 1830.
- Chiesa privata di Sant'Antonio di Padova (XVII secolo)
- Chiesa parrocchiale della Madonna di Lourdes (nella frazione di Grotte, XX secolo)
- Chiesa di Sant'Antonio di Padova (nella frazione di Artale, XXI secolo)
- Ruderi della chiesa di Santa Marina (abbazia di Santa Marina)

### Palazzi e musei
- Palazzo Coglitore (XVI secolo)
- Palazzo Pirrone (XVII secolo)
- Palazzo Gregorio (XIX secolo)
- Palazzo abbaziale (meglio conosciuto come Palazzo Nero), residenza dell'archimandrita di Messina, demolito alla fine del Novecento
- Palazzo della filanda, 1883

### Altro
- Furci Verde (parco comunale, ubicato all'estremo sud della cittadina)
- Pineta
- Piazza Octeville (piazzetta in via Roma, ristrutturata nel 2015 e rinominata in onore della cittadina francese)

## Società

### Evoluzione demografica
Abitanti censiti

## Cultura

### Musei
- Museo del Mare della Pesca e delle Tradizioni Marinare "Franco Ruggeri"

### Biblioteche
- Biblioteca comunale "Tino Parisi"

## Infrastrutture e trasporti
L'asse viario principale è costituito dalla Strada statale 114 Orientale Sicula, che forma la dorsale della zona residenziale costiera.
L'autostrada A18 è accessibile dal casello situato al confine nord con Roccalumera.

## Amministrazione
Elenco dei Sindaci e dei Potestà del Comune di Furci Siculo (1923-2023)
| Periodo         | Periodo        | Primo cittadino           | Partito                     | Carica              | Note  |
| --------------- | -------------- | ------------------------- | --------------------------- | ------------------- | ----- |
| 1923            | 1924           | Cav. Antonino Spinelli    |                             | Sindaco             |       |
| 1924            | 1926           | Carmelo Toscano           |                             | Comm. regionale     |       |
| 1926            | 1928           | Gaetano Trimarchi         |                             | Podestà             |       |
| 1928            | 1930           | Carmelo Toscano           |                             | Comm. regionale     |       |
| 1930            | 1935           | Cav. Mario Giusto         |                             | Podestà             |       |
| 1935            | 1943           | Salvatore Caminiti        |                             | Podestà             |       |
| 1943            | 1945           | Francesco Pirrone         |                             | Sindaco             |       |
| 1945            | 1946           | Umberto Spinelli          |                             | Sindaco             |       |
| 1946            | 1952           | Vincenzo Gregorio         | Democrazia Cristiana        | Sindaco             |       |
| 1952            | 1985           | Carmelo Garufi            | Democrazia Cristiana        | Sindaco             |       |
| 4 giugno 1985   | 22 maggio 1990 | Domenico Ventura          | -                           | Sindaco             | [ 8 ] |
| 22 maggio 1990  | 15 giugno 1994 | Domenico Ventura          | Partito Socialista Italiano | Sindaco             | [ 8 ] |
| 15 giugno 1994  | 25 maggio 1998 | Domenico Ventura          | Partito Socialista Italiano | Sindaco             | [ 8 ] |
| 25 maggio 1998  | 27 maggio 2003 | Sebastiano Foti           | lista civica                | Sindaco             | [ 8 ] |
| 27 maggio 2003  | 17 giugno 2008 | Sebastiano Foti           | lista civica                | Sindaco             | [ 8 ] |
| 17 giugno 2008  | 8 luglio 2013  | Bruno Antonio Parisi      | lista civica                | Sindaco             | [ 8 ] |
| 7 dicembre 2009 | 8 luglio 2013  | Daniela Leonelli          |                             | Comm. straordinario | [ 8 ] |
| 11 giugno 2013  | 10 giugno 2018 | Sebastiano Foti           | lista civica                | Sindaco             | [ 8 ] |
| 10 giugno 2018  | 29 maggio 2023 | Matteo Giuseppe Francilia | lista civica                | Sindaco             | [ 8 ] |
| 29 maggio 2023  | in carica      | Matteo Giuseppe Francilia | lista civica                | Sindaco             | [ 8 ] |

### Gemellaggi
- Octeville-sur-Mer, dal 2010

### Altre informazioni amministrative
Il comune di Furci Siculo fa parte delle seguenti organizzazioni sovracomunali: regione agraria n.6 (Montagna litoranea dei Peloritani).

## Sport
Ha sede nel comune la società Calcio Furci, militante nel campionato di seconda categoria 2017-2018.